# Ștefan Iacobescu
Ștefan Iacobescu (n. 2 aprilie 1937, București, d. 22 mai 2001, București) a fost un grafician și gravor român al secolului al XX-lea, membru al Uniunii Artiștilor Plastici din România. În timpul vieții a deschis puține expoziții personale, dar a participat la concursuri și manifestări internaționale în domeniul artelor grafice. A fost o prezență discretă, dar remarcabilă în zona gravurii românești, fiind caracterizat de o profundă modestie. S-a numărat printre cei care au sprijinit existența Atelierului de Gravură, locul care a stimulat importante realizări în perioada anilor ’70 în domeniul gravurii. Printre temele sale predilecte, se regăsesc: istoria, tradițiile și obiceiurile populare românești (vezi „Călușari” și „Ursite”, secțiunea „Litografii color”), scenele cotidiene, artistul realizând un întreg grupaj cu subiectul „ferestre”. A folosit foarte mult procedeul gravării cu acizi a plăcilor litografice, pe care le-a folosit pentru a imprima, cu ajutorul preselor, pe suport de carton, litografii alb negru sau color. Astfel, au rezultat serii de litografii, fiecare serie fiind bazată pe o singură imagine, fără ca o lucrare să coincidă total cu o alta din aceeași serie. Iacobescu a preferat, pentru forma expozițională (tablou), înrămarea litografiilor prin procedeul passepartout, așa cum se poate vedea în reproducerea „Fereastra” - Studiu (secțiunea „Litografii color”). A predat în învățământul mediu, ca profesor de desen.

## Date biografice

### Etapa de formare
Absolvă Facultatea de Arte Plastice din București (având profesori pe Ion Cârdei, Ion Musceleanu și Neculai Hilohi) și Institutul Pedagogic din București, în 1965. Debutează la anuala tineretului, în 1967, participând, începând cu acel an, prin pictură, gravură și desen, la manifestări artistice colective, saloane de desen și gravură, cât și la toate saloanele municipale și naționale de grafică și gravură. Un exemplu este Atelierul de artă grafică din București, unde acesta, printre artiștii: Corina Bein Angheluta, Clarette Wachtel, Ion Panaitescu, Teodor Hrib, Ana Maria Smigelschi, Florin Stoiciu, Maria Boeriu, experimentează cu tehnici noi, fără să abandoneze metodele dure ale gravurii clasice - acqua fortis, aquatint etc.

### Etapa de maturitate
Expune, în nume personal, în 1973 și 1975, la București. Desenează în sala de la subsolul atelierelor de creație ale Uniunii Artiștilor Plastici din strada Verona, vis-a-vis de fostul Muzeu Simu, alături de artiști ca Spiru Chintila, Corneliu Baba, Constantin Piliuță, Virgil Almășeanu, Petrică Bedivan, Nică Murariu, Codită Pavel, Marcu Constantin Nircă, Genoveva Georgescu sau Mihai Gheorghe. Până la tragicul său sfârșit, lucrează și expune în celebrul Atelier de gravură din strada Speranței nr. 15, Podul.

### Evenimente individuale și de grup
Este prezent la expoziția de fotografii folosite de către artiștii plastici, organizată de Ion Grigorescu, în 1978, la Casa de Cultură Friedrich Schiller. În octombrie 1988, Adrian Guta alcătuiește un catalog al expoziției de litografie bucureșteană contemporană și de gravură românească contemporană, la Galeria „Căminul artei”, unde Iacobescu expune gravură. Ia parte, în 1994, la tabăra de creație organizată de pictorul Ion Vasai, la Moinești, județul Bacău, împreună cu Suzana Fantanariu, Angela Tomaselli, Ileana Micodin, Ala Jalea Popa, Horea Mihail, Ilie Boca, Ion Salisteanu ș.a.e
În 1997, participă la expoziția de grup 2nd International Triennial of Graphic Art - International Triennial of Graphic Art, de la Bitola, iar în mai 2000, la Simpozionul „Gravură românească contemporană“, de la Muzeul de Artă din Tulcea, invitat de domnul Ibrahim Keita, șeful secției de artă a Complexului muzeal Tulcea, să expună în cadrul vernisajului donației galeriei „Podul“, într-o panotare foarte densă calitativ și cantitativ.

### Moartea prematură și comemorarea
După trecerea sa în neființă, la 22 mai 2001, este înmormântat la Cimitirul Reînvierea din București.

În perioada 5 decembrie-21 decembrie 2001, are loc, la Galeriile Ateneele Cărții (GalAteCa), din cadrul Bibliotecii Centrale Universitare din București, un vernisaj al expoziției organizate de Atelierul de gravură al Uniunii Artiștilor Plastici - "Podul", coordonat de Marina Nicolaev, cuprinzând gravuri realizate de artiștii care lucrează în atelierul din strada Speranței nr. 15 și care intenționează să doneze o parte din lucrării bibliotecii. Ștefan Iacobescu, chiar dacă pierdut de timpuriu, cu puțin timp înainte, s-a regăsit printre alte figuri, ca: Mihaela Apostol, Dan Erceanu, Ștefan Câlția, Marcel Chirnoagă, Magda Isacescu, Ibrahima Keita, Romeo Liberis, Rodica Lomnasan, Ileana Micodin, Elvira Micos, Mircea Nechita, Marina Nicolaev, Ioana Panaitescu, Dodi Teodorescu Romanati, Mihaela Todoran, Cristian Tarba sau Clarette Wachtel. De asemenea, în lunile septembrie-octombrie 2002, are loc, din nou, o expoziție colectivă de grafică, „G7”, la Galeria HAG, cuprinzând lucrări realizate de 7 artiști: Rodica Lomnasan, Carmen Paraschivescu, Ileana Micodin, Popa Ala Jalea, Ion Atanasiu, Mircea Nechita și Ștefan Iacobescu, iar în lunile noiembrie-decembrie 2003, are loc o expoziție personală de grafică, la Galeria Sabina & Jean Negulescu.

I se face un catalog și o expoziție retrospectivă, post mortem, în 2003, cu gravură alb negru și color, prin grija artistului plastic Ibrahima Keita.

## Lucrări în muzee și colecții
Este prezent cu lucrări în muzee: Muzeul Național de Artă al României (București), Muzeul de Artă Vizuală (Galați) și Muzeul de Artă (Tulcea) și în colecții particulare din Belgia, Canada, China, Danemarca, Grecia, Italia, Suedia, Marea Britanie, Olanda, Spania, Franța, Elveția, Japonia, SUA, Germania, India sau Malaesia. Celebrul „golan” de la manifestările din martie-iunie 1990, din Piața Universității, Marian Munteanu, afirmă, într-un interviu, că deține o serie de tablouri cu teme istorice, semnate de artistul Ștefan Iacobescu, menționând că: „[Iacobescu] a fost fratele unei bune prietene de-a mamei mele. Îmi plac tablourile, pentru că mi-a plăcut dintotdeauna istoria.”

## Expoziții personale[4]
- 1973 - Galeria Apollo, București
- 1975 - Galeria Amfora, București
- 1979 - Kunst Hausle, Singen, Germania
- 1981 - Galeria Simeza, București
- 1997 - Galeria Simeza, București
- 1999 - Muzeul Literaturii Române, București

## Expoziții de artă contemporană românească[4]
- 1971 - Praga, Budapesta
- 1973 - Berlin
- 1974 - Havana, Berlin, Herida, Baleare
- 1975 - Sevilia, Girondo, Toledo, Lisabona
- 1976 - Stockholm, Saragosa, Navara
- 1977 - Rostock, Rotterdam, Dortmund, Budapesta
- 1978 - Bruxelles
- 1979 - București, Banscá Bistrica
- 1980 - țările africane: Angola, Zambia, Tanzania, Guineea, Congo, Mozambic
- 1984 - Praga, Bratislava, Lyagby, Haga
- 1989 - Buenos Aires, Moscova, Rostock, Columbia, Bologna
- 1990 - Paris
- 1991 - Beratz Hausen
- 1992 - Paris, Wingfield, Honolulu
- 1993 - Strasbourg
- 1994 - Canet de Mar, Seul
- 1995 - Girona, Taide, Canet de Mar, Bages
- 1996, 1997, 1998, 1999 - Chișinău
- 2000 - Seul

## Expoziții internaționale de desen și gravură[4]
- Concursul Internațional de desen Joan Miró, Barcelona - 1973, 1974, 1975, 1979, 1980, 1985
- Bienala Intenațională Sportul în artele plastice, Madrid - 1973, Toledo - 1975
- Intergraf Berlin - 1976, 1982, 1984
- Bienala Europeană de gravură, Mulhouse - 1976, 1984
- Bienala Internațională de gravură, Epinal - 1977, 1983
- Quadrienala Internațională de Grafică format mic, Banská Bystrica - 1977, 1981, 1989
- Trienala Artelor Contemporane, New Delhi - 1982
- Expoziția Internațională „Premiul pentru Artă Landes Bank", Stuttgart - 1981
- Bienala Internațională de gravură, Varna - 1985, 1989, 1991, 1993
- Expoziția Internațională de miniatură Bell Gallery, Toronto - 1988, 1989, 1990, 1991, 1992
- Expoziția Internațională de stampă, format mic, Cadaques, Barcelona - 1989, 1990, 1991, 1992, 1993, 1994, 1995, 1997, 2000
- Bienala Internațională de umor, Gabrovo - 1989
- Expoziția Internațională de stampă format mic - Galeria Juniper, Centrul de Artă Napa, California - 1991, 1992, 1993
- Expoziția Erotica - Galeriile Arkad, Budapesta
- Trienala Internațională de artă grafică, Bittola - 1997
- Trienala Internațională de stampă format mic, Tokio - 1995, 1998
- Concursul Internațional de gravură „Felicien Rops", Namur - 1998
- A III-a Expoziție Internațională de Stampă Contemporană, Malaezia, Kuala Lumpur - 1999
- Prima Bienală Internațională de stampă, Qingdao, China - 2000

## Premii și distincții[3][4]
- 1981 - Premiul pentru conținut acordat de Landes Bank, Stuttgart
- 1993 - Premiul II pentru litografie la concursul „In Memoriam Constantin Găvenea", Tulcea
- 1996 - Premiul I la concursul „Ex Libris Nicolae Densușianu", București
- 1996 - Premiul III pentru litografie la concursul „In Memoriam Constantin Găvenea", Tulcea
- 2000 - Mențiune III la concursul „Ex Libris Mihai Eminescu", Bacău
- 2000 - Premiul II (2,5 milioane lei) la „Premiile Salonului de Artă, titulatura Semnele anului 2000", Secțiunea Semn de apă (coordonată de criticul Adrian Silvan Ionescu), București, decernat în cadrul galeriei de artă „Apollo", în data de 10 noiembrie 2000, alături de Liviu Rusu și Ștefania Grimalschi[17]

## Expoziții post-mortem[4]
- 2001 - Expoziția Internațională de stampă format mic, Cadaques, Barcelona
- 2001 - Expoziția de gravură „Podul" - la Atelierul de gravură U.A.P., București
- 2001 - Salonul de Artă „Milenium", secțiunea „Mediu", București
- 2001 - Salonul Național de Artă „Romexpo", București
- 2001 - Expoziția de gravură „Podul" la Galeriile Ateneele Cărții „GalAteCa" (Biblioteca Centrală Universitară), București
- 2002 - Expoziția omagială de grafică și pictură, Palatul Șuțu, București
- 2002 - Expoziția de gravură „Podul" - la Atelierul de gravură U.A.P., București
- 2003 - Expoziția retrospectivă Ștefan Iacobescu

## Aprecieri critice
„Problemele plastice pe care și le pune I[acobescu] sunt strâns legate de necesitatea exprimării nuanțate a lirismului său interior. Sever construită, imaginea nu atinge niciodată abstracția pură. Ea se menține în cadrele unui realism de rară sensibilitate.”

„Ștefan Iacobescu a făcut din tehnicile gravurii, din litografie, instrumente puse în slujba unei creații care are în centru un discurs poetic, o expresivitate picturală, o linie sigură și personală. Gestul său capătă valoare în sfera unui simbolism variat. De la realismul sugerat, până la expresivitatea abstractă a semnului, „scriitura“ lui este de o libertate surprinzătoare, demonstrând performanțele ce pot fi atinse prin tehnicile de gravare.”